# Royal Jet
Royal Jet è una compagnia aerea con sede ad Abu Dhabi, negli Emirati Arabi Uniti. È una compagnia charter rivolta al mercato del lusso tra Emirati Arabi Uniti ed Europa. La sua base principale è l'aeroporto Internazionale di Abu Dhabi, con altri vari hub nel Medio Oriente.

## Storia
La società è stata fondata nel 2003 e le sue operazioni sono iniziate il 4 maggio dello stesso anno. È di proprietà congiunta di Presidential Flight (50%) e Abu Dhabi Aviation Company (50%), guidata dallo sceicco Hamdan bin Mubarak Al Nahyan, e la sua attività comprende il noleggio di aeromobili privati, servizi di evacuazione medica e servizi di gestione di aeromobili di terzi.

## Flotta
A dicembre 2022 la flotta di Royal Jet è così composta: